# جيف كينغ (لاعب كرة قدم أمريكية)
جيف كينغ (بالإنجليزية: Jeff King)‏ هو لاعب كرة قدم أمريكية أمريكي، ولد في 19 فبراير 1983 في بولاسكي في الولايات المتحدة.

## وصلات خارجية
- جيف كينغ على موقع كلية كرة السلة في سبورتس رفرنس.كوم (الإنجليزية)
- جيف كينغ على موقع مرجع كرة القدم المحترفة.كوم (الإنجليزية)